# Diana Wechsler
Diana Wechsler (Buenos Aires, 25 de marzo de 1961) es historiadora del arte, investigadora principal del Consejo Nacional de Investigaciones Científicas y Técnicas (Argentina), comisaria de exposiciones, crítica de arte y directora del área de arte y cultura, del Instituto de investigaciones "Dr. Norberto Griffa" de la Universidad Nacional de Tres de Febrero. diseñó y dirige la Maestría en Curaduría en Artes Visuales y el Doctorado en Teoría comparada de las artes en la misma universidad de Argentina. Colabora como profesor invitado con otras universidades del país y del exterior. de la Universidad Nacional de Tres de Febrero de Buenos Aires, Argentina. En 2014 recibió el Diploma al Mérito de los Premios Konex en la disciplina "Ensayo de Arte". Fue distinguida por su labor de investigación por el Senado de la Nación Argentina (2004).[cita requerida] En 2018 la república Francesa la nombró Chevalier de l'Ordre des Palmes Académiques. Es la directora artístico-académica de BIENALSUR.

## Formación académica
Diana Wechsler completó sus estudios de historia en 1984, su licenciatura en Historia del Arte en la Universidad de Buenos Aires, en mayo de 1990. En febrero de 1995 defendió su tesis doctoral, Crítica de arte, condicionadora del gusto. La consagración y el consumo de obras de arte. Buenos Aires 1920-1930, en la Universidad de Granada bajo la dirección del profesor Ignacio Henares Cuéllar. Entre 1999 y 2000 obtuvo la Postdoctoral Fellowship de la Getty Foundation.

## Exposiciones
Desde 1999 lleva adelante proyectos curatoriales ligados a sus líneas de investigación como el de Spilimbergo, o Territorios de diálogo, Madrid, México, Buenos Aires, entre los realismos y lo surreal y Fuegos Cruzados, por ejemplo en los que se combinan las tareas de investigación con la curaduría como laboratorio de ideas que luego se integran tanto en los espacios de exposiciones como en las publicaciones que las acompañan. Ha sido coordinadora académica de la exposición Picasso, la mirada del deseo (de mayo a septiembre de 2010) organizada por el Museo de la Universidad Nacional de Tres de Febrero –MUNTREF- y la Fundación Pablo Ruiz Picasso, Casa Natal en Málaga, España. Siguiendo con el intercambio cultural iniciado con la Universidad Nacional de Tres de Febrero, Wechsler ha comisariado la exposición Antonio Berni: la mirada intensa (del 21 de octubre de 2010 al 27 de febrero de 2011) en la Fundación Picasso de Málaga.
Llevó adelante exposiciones ligadas al concepto de Curaduría de Investigación en Argentina, Brasil, Colombia, Italia, España, México, Alemania. Entre ellas: Realidad y Utopía, (AdK Berlín, Museo de San Carlos, México), Nada está donde se cree...Graciela Sacco (Muntref Buenos Aires y Salas del Museo del Banco de la República de Colombia), Novecento sudamericano (Milano, Curitiba, Sao Paulo, en colaboración con T Chiarelli), Entre tiempos, la Colección Jozami en el Museo Lazaro Galdiano (Madrid), Migraciones en el arte contemporáneo (MUNTREF, Buenos Aires), Uncertain states (AdK, Berlín, en colaboración con Johannes Odenthall, Anke Hervoll y Jeannine Meerapfel). 
Junto a Aníbal Jozami ideó, diseña y lleva adelante BIENALSUR, la Bienal Internacional de arte contemporáneo de América del Sur, una extensa plataforma de arte contemporáneo que reivindica el derecho a la cultura y su capacidad de dar visibilidad a otros derechos humanos como el de tránsito, el del respeto a la diversidad, etcétera.